# العراق في الألعاب الأولمبية الصيفية 1980
شاركت العراق في دورة ألعاب أولمبية صيفية 1980، موسكو، الاتحاد السوفييتي، بعدما غابت عن دورتي 1972 و 1976.